# Lubnice
Lubnice (in tedesco Hafnerluden) è un comune della Repubblica Ceca facente parte del distretto di Znojmo, in Moravia Meridionale.